# کوسه (شیروان)
کوسه روستایی در دهستان جیرستان بخش سرحد شهرستان شیروان استان خراسان شمالی ایران است. مردم کوسه به زبان ترکی خراسانی سخن می‌گویند.

## جمعیت
بر پایه سرشماری عمومی نفوس و مسکن در سال ۱۳۹۵ جمعیت این مکان ۶۰۰ نفر (۱۸۴خانوار) بوده‌است.